# Montesa Rápita
Montesa Rápita, sovint escrit Rapita o Ràpita, fou la denominació comercial de dos models de motocicleta que fabricà Montesa durant la dècada de 1970, tots dos de carretera però molt diferents l'un de l'altre: d'una banda, la Rápita 250 Automix (1974-1976), una motocicleta de turisme de 250 cc que era l'adaptació al turisme esportiu de la King Scorpion Automix de trail i, de l'altra, la Rápita 50 (1974-1978), un ciclomotor urbà de 49 cc que era l'adaptació del Scorpion 50 de 1972. Les característiques generals comuns a ambdós models eren les següents: motor de dos temps monocilíndric refrigerat per aire, frens de tambor i amortidors de forquilla convencional davant i telescòpics darrere.
La versió de 250 cc, l'Automix, era gairebé idèntica a la King Scorpion Automix i se'n diferenciava bàsicament pel color de dipòsit i tapes de filtre -lila en comptes de bronze- i l'ús de parafangs i pneumàtics de carretera. Tant l'una com l'altra incorporaven un nou sistema de greixatge del motor creat per Montesa i destacaven per la qualitat d'acabats i equipament, de clara inspiració japonesa.

## Versions

### Llista de versions produïdes
| Versió                    | Cilindrada                | Id. Model                 | Anys                      | Núm. Sèrie                | Unitats | Color dipòsit            |
| ------------------------- | ------------------------- | ------------------------- | ------------------------- | ------------------------- | ------- | ------------------------ |
| 250 Automix               | 250 cc                    | 45M                       | 1974 - 1976               | 45M0001-                  | 600     | Lila                     |
| 50                        | 49 cc                     | 40M                       | 1974 - 1976               | 40M0001-                  | 4.800   | Vermell amb franja negra |
| 50S                       | 49 cc                     | 40M                       | 1976 - 1978               | 40M4801-                  | 1.450   | Vermell amb franja negra |
| Total d'unitats produïdes | Total d'unitats produïdes | Total d'unitats produïdes | Total d'unitats produïdes | Total d'unitats produïdes | 6.850   |                          |

### 250 Automix
La característica més destacada de la Rápita 250 era el nou sistema de greixatge de motor, registrat per Montesa amb el nom d'"Automix" (d'aquí el sobrenom del model), el qual actuava per greixatge separat i permetia oblidar-se de l'habitual mescla manual d'oli i benzina al dipòsit de combustible. El sistema Automix disposava d'un dipòsit d'oli sota el selló de la moto -al costat dret, amb un visor per a poder-ne controlar el nivell- i una bomba de dosificació amb cabal sincronitzat de forma automàtica amb el comandament del gas i les revolucions del motor.
Fitxa tècnica
| Montesa Rápita 250 Automix | Montesa Rápita 250 Automix |
| --- | -------------------------- |
| Id. Model | 45M                        |
| Núm. Sèrie | 45M0001-                   |
| Anys | 1974 - 1976                |
| CC | 246,3                      |
| Diàmetre x Carrera | 70 x 64 mm                 |
| Compressió | 12:1                       |
| CV | 24 a 6.800 rpm             |
| Carburador | Bing 11500-32 32 mm        |
| Canvi | 5 velocitats               |
| Suspensió davant | Telescòpica                |
| Suspensió darrera | Oscil·lant                 |
| Pneumàtic davant | 2,75 x 21"                 |
| Pneumàtic darrera | 4,00 x 18"                 |
| Frens davant | Tambor 130 mm              |
| Frens darrera | Tambor 150 mm              |
| Pes en sec | 110 kg                     |
| Capacitat dipòsit | 10 l                       |
| Color dipòsit | Lila                       |
| \| • Altres \| \| --------------------------------------------------------------------------------------------------------------------- \| \| - Longitud total: 2.130 mm - Distància entre eixos: 1.425 mm - Velocitat màxima: 130 km/h[a 1] - Consum: 6,5 l/100 km \| |                            |
| • Altres |                            |
| - Longitud total: 2.130 mm - Distància entre eixos: 1.425 mm - Velocitat màxima: 130 km/h - Consum: 6,5 l/100 km |                            |

1. ↑  150 km/h segons una altra font[1] i 142 segons una altra.[8]

### 50
La Rápita 50 era gairebé idèntica a la Scorpion 50 de 1972, però amb una estètica més urbana. Com la major part dels ciclomotors Montesa, duia un motor de la firma alemanya Jlo (concretament, del model G50), el qual fabricava sota llicència l'empresa catalana.
Fitxa tècnica
| Montesa Rápita 50 | Montesa Rápita 50         |
| --- | ------------------------- |
| Id. Model | 40M                       |
| Núm. Sèrie | 40M0001-                  |
| Anys | 1974 - 1976               |
| CC | 48,7                      |
| Diàmetre x Carrera | 38 x 43 mm                |
| Compressió | 10:1                      |
| CV | 2 a 4.800 rpm             |
| Carburador | Dell'Orto SHA/14-14 14 mm |
| Canvi | 3 velocitats              |
| Suspensió davant | Telescòpica               |
| Suspensió darrera | Oscil·lant                |
| Pneumàtic davant | 2,25 x 19"                |
| Pneumàtic darrera | 3 x 18"                   |
| Frens davant | Tambor 110 mm             |
| Frens darrera | Tambor 110 mm             |
| Pes en sec | 50 kg                     |
| Capacitat dipòsit | 5,5 l                     |
| Color dipòsit | Vermell amb franja negra  |
| \| • Altres \| \| ---------------------------------------------------------------------------------------- \| \| - Longitud total: 1.790 mm - Distància entre eixos: 1.190 mm - Velocitat màxima: 40 km/h \| |                           |
| • Altres |                           |
| - Longitud total: 1.790 mm - Distància entre eixos: 1.190 mm - Velocitat màxima: 40 km/h |                           |

### 50S
Fitxa tècnica
| Montesa Rápita 50 S | Montesa Rápita 50 S       |
| --- | ------------------------- |
| Id. Model | 40M                       |
| Núm. Sèrie | 40M4801-                  |
| Anys | 1976 - 1978               |
| CC | 48,7                      |
| Diàmetre x Carrera | 38 x 43 mm                |
| Compressió | 10:1?                     |
| CV | 2 a 4.800 rpm             |
| Carburador | Dell'Orto SHA/14-14 14 mm |
| Canvi | 3 velocitats              |
| Suspensió davant | Telescòpica               |
| Suspensió darrera | Oscil·lant                |
| Pneumàtic davant | 2,25 x 19"                |
| Pneumàtic darrera | 3 x 18"                   |
| Frens davant | Tambor 110 mm             |
| Frens darrera | Tambor 110 mm             |
| Pes en sec | 50 kg                     |
| Capacitat dipòsit | 5,5 l                     |
| Color dipòsit | Vermell amb franja negra  |
| \| • Altres \| \| ---------------------------------------------------------------------------------------- \| \| - Longitud total: 1.790 mm - Distància entre eixos: 1.190 mm - Velocitat màxima: 40 km/h \| |                           |
| • Altres |                           |
| - Longitud total: 1.790 mm - Distància entre eixos: 1.190 mm - Velocitat màxima: 40 km/h |                           |